# Grand Prix automobile d'Espagne 1999
GP précédent GP suivant
Le Grand Prix automobile d'Espagne 1999 (Gran Premio Marlboro de España 1999), disputé sur le circuit de Catalogne à Barcelone en Espagne le 30 mai 1999, est la 635e épreuve de l'histoire du championnat du monde de Formule 1 courue depuis 1950 et la cinquième manche du championnat 1999.

## Classement
| Pos. | No | Pilote                | Écurie             | Tours | Temps/Abandon                      | Grille | Points |
| ---- | -- | --------------------- | ------------------ | ----- | ---------------------------------- | ------ | ------ |
| 1    | 1  | Mika Häkkinen         | McLaren-Mercedes   | 65    | 1 h 34 min 13 s 665 (195,646 km/h) | 1      | 10     |
| 2    | 2  | David Coulthard       | McLaren-Mercedes   | 65    | + 6 s 238                          | 3      | 6      |
| 3    | 3  | Michael Schumacher    | Ferrari            | 65    | + 10 s 845                         | 4      | 4      |
| 4    | 4  | Eddie Irvine          | Ferrari            | 65    | + 30 s 182                         | 2      | 3      |
| 5    | 6  | Ralf Schumacher       | Williams-Supertec  | 65    | + 1 min 27 s 208                   | 10     | 2      |
| 6    | 19 | Jarno Trulli          | Prost-Peugeot      | 64    | + 1 tour                           | 9      | 1      |
| 7    | 11 | Damon Hill            | Jordan-Mugen-Honda | 64    | + 1 tour                           | 11     |        |
| Dsq. | 16 | Rubens Barrichello    | Stewart-Ford       | 64    | Disqualifié                        | 7      |        |
| 8    | 23 | Mika Salo             | BAR-Supertec       | 64    | + 1 tour                           | 16     |        |
| 9    | 9  | Giancarlo Fisichella  | Benetton-Playlife  | 64    | + 1 tour                           | 13     |        |
| 10   | 10 | Alexander Wurz        | Benetton-Playlife  | 64    | + 1 tour                           | 18     |        |
| 11   | 14 | Pedro de la Rosa      | Arrows             | 63    | + 2 tours                          | 19     |        |
| 12   | 15 | Toranosuke Takagi     | Arrows             | 62    | + 3 tours                          | 20     |        |
| Abd. | 20 | Luca Badoer           | Minardi-Ford       | 50    | Sortie de piste                    | 22     |        |
| Abd. | 22 | Jacques Villeneuve    | BAR-Supertec       | 40    | Boîte de vitesses                  | 6      |        |
| Abd. | 12 | Pedro Diniz           | Sauber-Petronas    | 40    | Transmission                       | 12     |        |
| Abd. | 17 | Johnny Herbert        | Stewart-Ford       | 40    | Transmission                       | 14     |        |
| Abd. | 8  | Heinz-Harald Frentzen | Jordan-Mugen-Honda | 35    | Différentiel                       | 8      |        |
| Abd. | 11 | Jean Alesi            | Sauber-Petronas    | 27    | Transmission                       | 5      |        |
| Abd. | 5  | Alessandro Zanardi    | Williams-Supertec  | 24    | Boîte de vitesses                  | 17     |        |
| Abd. | 18 | Olivier Panis         | Prost-Peugeot      | 24    | Panne hydraulique                  | 15     |        |
| Abd. | 21 | Marc Gené             | Minardi-Ford       | 0     | Boîte de vitesses                  | 21     |        |

## Pole position et record du tour
- Pole position : Mika Häkkinen en 1 min 22 s 088 (vitesse moyenne : 207,304 km/h).
- Meilleur tour en course : Michael Schumacher en 1 min 24 s 982 au 29e tour (vitesse moyenne : 200,245 km/h).

## Tours en tête
- Mika Häkkinen : 61 (1-23 / 27-44 / 46-65)
- David Coulthard : 4 (24-26 / 45)

## Statistiques
- 11e victoire pour Mika Häkkinen.
- 118e victoire pour McLaren en tant que constructeur.
- 23e victoire pour Mercedes en tant que motoriste.
- Rubens Barrichello a été disqualifié car les attaches du fond plat de sa monoplace n'étaient pas conformes.